# Red Star OS
Red Star OS（レッドスターオーエス、朝鮮語: 붉은별）は、朝鮮民主主義人民共和国（北朝鮮）の朝鮮コンピューターセンターによって開発された、FedoraをベースとしたLinuxディストリビューションである。

## 概要
2006年、朝鮮民主主義人民共和国の国家プロジェクトとしてOS開発が進められていることが朝鮮新報の報道で明らかになった。2010年頃にロシア人留学生がバージョン2.0のメディアを持ち出して、インターネット上のP2Pに流出させたことがある。
バージョン2.0のディストリビューションはCD-ROM2枚組で構成されており、1枚目にはインストーラとコアパッケージ、2枚目には追加アプリケーションが収録されている。パッケージ管理にはRPM形式が採用されている。インストーラは朝鮮語のみとなっている。Windowsとのデュアルブートがサポートされている。
バージョン2.0はWindowsを意識して作られており、付属のアプリケーションもWindows標準の物と似せて作られている。カレンダーには主体年号が使用されている。また、起動音に「アリラン」が用いられている。
マニュアルは「設置指導書」と書かれた15ページのインストール手順書が添付されているだけである。「始めに」の冒頭には「偉大なる指導者 金正日 同志は次の通り指導されました。《プログラムを開発する上での基本は、我が国独自のOSを開発することである。》」と記述されている。
2013年にリリースされたバージョン3.0ではデスクトップがMac OS X風に刷新された。
STEPI（韓国科学技術政策研究院）が「Red Star 2.0」を実際に入手して詳細な分析を加えた上で、同オペレーティングシステムはLinuxをベースにしているものの、マイクロソフトの古いバージョンのオペレーティングシステムの影響を大きく受けており、機能面では10年程度は時代遅れであると判断した。
北朝鮮独自の検索エンジンを搭載したFirefoxベースのブラウザで、北朝鮮国内のイントラネットに限り閲覧することができる。パッケージのアップデートも北朝鮮国内のサーバに接続する必要があり、国外の一般的なyumリポジトリサーバを指定してもアップデートを行うことは出来ない。
近年北朝鮮ではコンピューターウイルスへの感染や機密流出といった重大インシデントが多発している。そのため、セキュリティ強化を狙い労働党や行政機関に導入が進められている北朝鮮の国産パソコンには、Red Star OSが搭載されている。

## 必要環境
バージョン2.0の動作には
- Pentium III 800MHzのCPU
- 256MBのメモリ
- 3GBのHDD

が必要とされている。

## 脆弱性
2016年、セキュリティ企業のHacker Houseは、Red Star OSに標準搭載されている統合型ウェブブラウザであるNaenara (browser)にセキュリティ上の脆弱性を発見した。この脆弱性によって、ユーザーが改ざんされたリンクをクリックした際に攻撃者はコンピュータ上で任意のコマンドを実行することが可能になる。